# 孔雀座ρ
孔雀座ρ，又名CP-61 6495，HD 195961、SAO 254835、HR 7859，是孔雀座的一颗恒星，视星等为4.88，位于銀經334.83，銀緯-36.18，其B1900.0坐标为赤經20h 29m 12.4s，赤緯-61° -36.18′ 24″。